# Le Biot
Le Biot ist eine französische Gemeinde im Département Haute-Savoie in der Region Auvergne-Rhône-Alpes. Sie gehört zum Kanton Évian-les-Bains im Arrondissement Thonon-les-Bains.

## Geographie
Le Biot liegt auf 831 m, 17 Kilometer südöstlich der Stadt Thonon-les-Bains (Luftlinie). Das ehemalige Bergdorf erstreckt sich im zentralen Chablais, auf dem Schuttkegel des Dorfbaches am östlichen Talhang der Dranse de Morzine, am Westfuß der Pointe de Cercle in den nördlichen Savoyer Alpen.
Die Fläche des 13,18 km² großen Gemeindegebiets umfasst einen Abschnitt des Vallée d’Aulps. Die westliche Grenze bildet die Dranse de Morzine, die hier in einem abschnittsweise tief eingeschnittenen Tal von Süden nach Norden verläuft. Von diesem Flusslauf erstreckt sich das Gemeindeareal nach Osten über den Hang bis auf den Kamm der Bergkette, die das Vallée d’Aulps vom Vallée d’Abondance trennt. Markante Berggipfel sind der Mont Ouzon (mit 1881 m die höchste Erhebung von Le Biot), die Pointe du Mont (1617 m) und die Pointe de Cercle (1808 m). Dazwischen liegt der Passübergang Col du Corbier, der eine seit alters her genutzte Verbindung mit dem Vallée d’Abondance herstellt.
Zu Le Biot gehören die Weilersiedlungen Gys (690 m) und La Touvière (740 m) im Talboden des Vallée d’Aulps, Le Corbier (1080 m) am Aufstieg zum Col du Corbier sowie die Wintersportsiedlung Drouzin-Le Mont (1237 m) auf der Passhöhe des Col du Corbier. Nachbargemeinden von Le Biot sind La Baume im Norden, Bonnevaux und Abondance im Osten, Saint-Jean-d’Aulps im Süden sowie Seytroux im Westen.

## Geschichte
Der Ortsname leitet sich vom Patois-Ausdruck biola (Birke) her. Le Biot ist das älteste Dorf im Vallée d’Aulps. Bereits im 8. oder 9. Jahrhundert wurde hier eine Kirche errichtet. Die Gemeinde Biot umfasste früher sämtliche Dörfer im Vallée d’Aulps nördlich der Engstelle des Défilé des Tines. Im Verlauf des 18. und 19. Jahrhunderts wurden diese Ortschaften jedoch zu selbständigen Gemeinden erhoben.

## Sehenswürdigkeiten
Die Dorfkirche wurde von 1846 bis 1850 im neoklassizistischen Stil errichtet. Auf dem Friedhof befinden sich die Ruinen eines alten Glockenturms. Kapellen befinden sich bei den Weilern Gys und Le Corbier.

## Bevölkerung
| Jahr                       | 1962 | 1968 | 1975 | 1982 | 1990 | 1999 | 2005 |
| Einwohner                  | 279  | 231  | 215  | 286  | 333  | 340  | 424  |
| Quellen: Cassini und INSEE |      |      |      |      |      |      |      |

Mit 636 Einwohnern (Stand 1. Januar 2022) gehört Le Biot zu den kleinen Gemeinden des Département Haute-Savoie. Nachdem die Einwohnerzahl im Verlauf des 20. Jahrhunderts deutlich abgenommen hatte (1901 zählte Le Biot noch 615 Einwohner), wurde seit der Mitte der 1970er Jahre wieder eine Bevölkerungszunahme verzeichnet. Außerhalb des alten Ortskerns entstanden zahlreiche Einfamilienhäuser.

## Wirtschaft und Infrastruktur
Le Biot war bis weit ins 20. Jahrhundert hinein ein vorwiegend durch die Landwirtschaft geprägtes Dorf. Mittlerweile hat sich auf dem Col du Corbier eine Wintersportstation mit verschiedenen touristischen Einrichtungen entwickelt. Zahlreiche Erwerbstätige sind Wegpendler, die in den größeren Ortschaften der Umgebung, vor allem in Thonon-les-Bains, ihrer Arbeit nachgehen.
Die Ortschaft liegt abseits der größeren Durchgangsstraßen, ist aber von der Hauptstraße, die von Thonon-les-Bains nach Morzine führt, relativ leicht erreichbar. Eine weitere Straßenverbindung besteht über den Col du Corbier mit Bonnevaux im Vallée d’Abondance.

## Persönlichkeiten
- Robert Coffy (1920–1995), Erzbischof von Marseille